# Kinyeto
Kinyeto ist ein Verwaltungsbezirk (englisch Ward) des Distrikts Singida (DC) in der tansanischen Region Singida.

## Geografie
Kinyeto ist ein Bezirk im nördlichen Zentralteil von Tansania etwa 10 Kilometer Luftlinie nordöstlich des Zentrums der Regionshauptstadt Singida. Bei der Volkszählung 2022 lebten 14.910 Menschen in 2743 Haushalten auf einer Fläche von 65 Quadratkilometern.

### Nachbarbezirke
Der Bezirk grenzt im Westen und im Süden an den Distrikt Singida (MC), sonst an fünf Bezirke des Distrikts Singida (DC):
| Ntonge | Ilongero Mrama                              | Kinyagigi |
| Mtipa  | Kompassrose, die auf Nachbargemeinden zeigt | Mughamo   |
|        | Unyambwa                                    |           |

## Gliederung
Der Bezirk besteht aus vier Gemeinden (swahili Mtaa) mit 17 Orten (Kitongoji):
| Minyaa - Mwangawa - Huria - Bondeni | Ntunduu - Mwenge - Mjini - Mtwara - Mkoa | Kinyeto - Nkunguu - Kinyeto - Mwasija - Ikhangao - Miangae | Mkimbii - Msaghaa - Mloghaa - Mkimbii Maji - Maumbaki - Mughamo |

## Wirtschaft und Infrastruktur
- Landwirtschaft: Der Nutztierbestand umfasst 3700 Rinder, 1400 Ziegen, 2500 Schafe und 20.000 Hühner (Stand 2016).[8]
- Bildung: Die Kinyeto Secondary School ist eine staatliche weiterführende Tagesschule mit einer Ausbildung bis zur 4. Stufe.[9]
- Gesundheit: In Kinyeto gibt es eine staatliche Apotheke.[10]